# Humphrey Marshall
Pour les articles homonymes, voir Marshall.
Humphrey Marshall (7 juin 1760 – 3 juillet 1841) est un homme politique américain, sénateur, élu du Kentucky de 1795 à 1801.
Marshall est né dans le comté de Fauquier, fils de John et Jane (Quisenberry) Marshall. Il fut capitaine de l'Armée continentale pendant la guerre d'indépendance des États-Unis et membre de la convention de Virginie qui ratifia la constitution des États-Unis.
Il est l'auteur de la première histoire du Kentucky, publiée à Frankfort (Kentucky)  en 1812 et en 1824, édition en deux volumes. Marshall est mort près de Frankfort le 3 juillet 1841.
Il était le grand-père du parlementaire et général Humphrey Marshall.

## Source
- (en) Cet article est partiellement ou en totalité issu de l’article de Wikipédia en anglais intitulé « Humphrey Marshall (politician) » (voir la liste des auteurs).